# Dracula minax
Dracula minax är en orkidéart som beskrevs av Carlyle August Luer och Rodrigo Escobar. Dracula minax ingår i släktet Dracula och familjen orkidéer. Inga underarter finns listade i Catalogue of Life.

## Bildgalleri

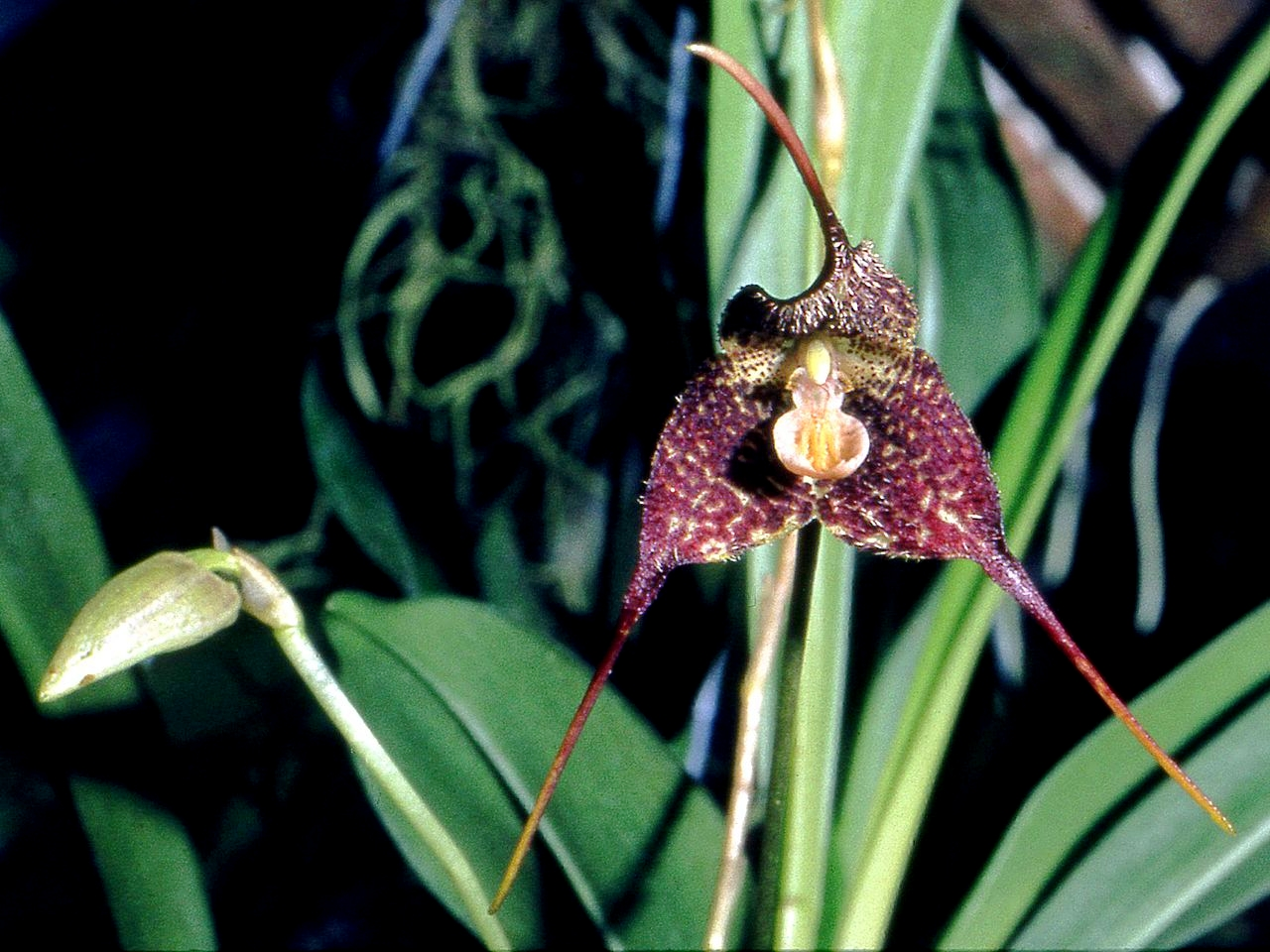